# Iglesia de San Pietro in Carcere
San Pietro in Carcere es una antigua iglesia de Roma en el rione de Campitelli, en la antigua vía del Clivus Argentarius, cerca del Foro Romano.

## Historia

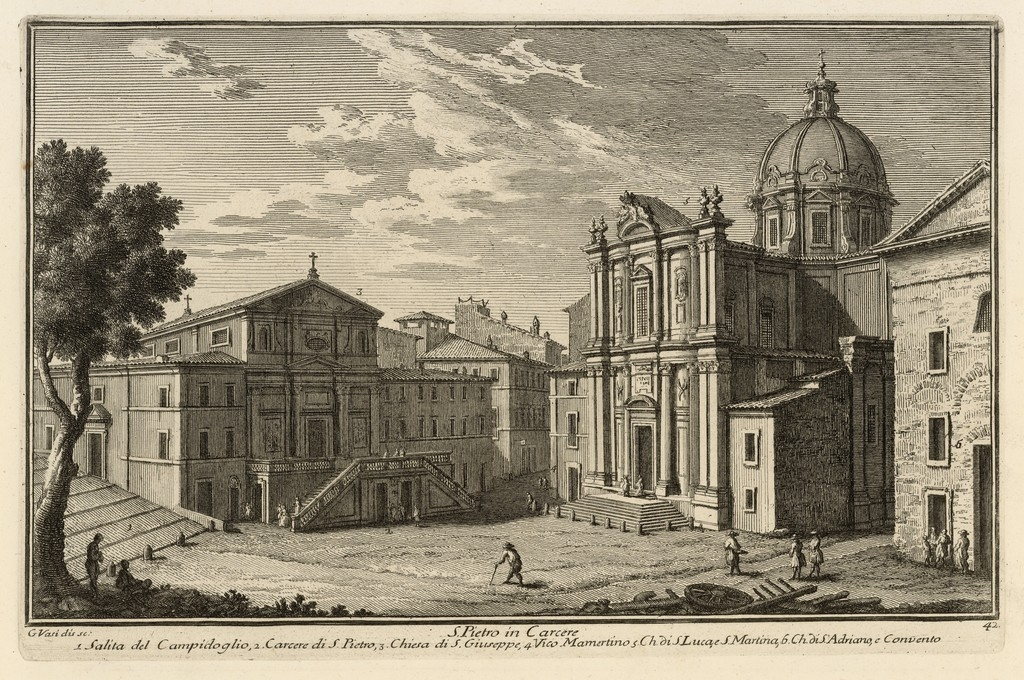
San Pietro in Carcere. Grabado de Giuseppe Vasi.

Ubicada en lo que fue en su tiempo la cárcel Mamertina, donde fueron encarcelados y asesinados Vercingetorix, Yugurta o los cómplices de Catilina, se convirtió en iglesia porque, según una antigua tradición, también estuvieron presos allí los santos Pedro y Pablo.
La transformación de la parte carcelaria inferior en una iglesia se remonta al siglo IV a instancias del papa Silvestre I, pero la construcción de la iglesia actual se llevó a cabo a instancias del papa Pablo III. En 1540 la Congregación de Carpinteros (Falegnami) la alquiló y en 1597 comenzó a trabajar en la nueva iglesia, dedicada a su patrón y a la que llamaron Iglesia de San Giuseppe dei Falegnami, que fue terminada en 1663.

## Reliquias de los apóstoles
Cuenta la leyenda que San Pedro, al descender a la cárcel, al Tullianum, cayó golpeándose la cabeza contra la pared, dejando de este modo su huella en la piedra (desde 1720 está protegida por una reja). Encerrados los dos apóstoles en el calabozo, junto con otros seguidores, hicieron brotar milagrosamente un manantial de agua y lograron convertir y bautizar a los carceleros, Proceso y Martiniano, que después de ser perseguidos y ejecutados por su fe, fueron venerados como mártires. Los dos apóstoles no fueron asesinados aquí porque San Pedro fue conducido a la colina del Vaticano y San Pablo al Acque Salvie (la actual iglesia de San Paolo alle Tre Fontane).